# Vitali Konstantinov
Vitali Konstantinov (Ulianovsk, Unión Soviética, 28 de marzo de 1949) es un deportista soviético retirado especialista en lucha grecorromana donde llegó a ser campeón olímpico en Montreal 1976.

## Carrera deportiva
En los Juegos Olímpicos de 1976 celebrados en Montreal ganó la medalla de oro en lucha grecorromana de pesos de hasta 52 kg, superando al luchador rumano Nicu Gingă (plata) y al japonés Koichiro Hirayama (bronce).